# Chasan Barojev
Chasan Barojev (Barojty) (* 1. prosince 1982 Dušanbe, Sovětský svaz) je bývalý ruský zápasník klasik osetského původu, olympijský vítěz z roku 2004.

## Sportovní kariéra
Narodil se v dnešním Tádžikistánu do osetské rodiny. Zápasit začal ve 12 letech v Dušanbe. V době občanské války v Tádžikistánu v devadesátých letech se s rodinou přestěhoval do Vladikavkazu, kde pokračoval v Severní Osetii netradičně v tréninku klasického stylu zápasu pod vedením Vladimira Urujmagova. V roce 2002 si ho reprezentační trenér Gennadij Sapunov stáhl do vrcholového tréninkového centra v Moskvě. V roce 2004 startoval na olympijských hrách v Athénách a získal zlatou olympijskou medaili, když ve finále porazil reprezentanta Kazachstánu Giorgi Curcumiju. V roce 2008 získal na olympijských hrách v Pekingu stříbrnou olympijskou medaili, o tu ho však připravil po letech provedený test jeho vzorku. V roce 2016 byly v jeho vzorku z olympijských her 2008 nalezeny stopy po steroidu turinabolu. V jeho sportovní kariéře měl tento nález viditelný odraz. Od svého vítězství v roce 2004 trpěl bolestmi zad, kvůli kterým přišel o několik mistrovství. V roce 2012 startoval na olympijských hrách v Londýně a neprošel přes úvodní kolo.

## Výsledky
| Turnaj             | 2003            | 2004            | 2005            | 2006            | 2007            | 2008            | 2009            | 2010            | 2011            | 2012            |
| Turnaj             | 21              | 22              | 23              | 24              | 25              | 26              | 27              | 28              | 29              | 30              |
| Turnaj             | supertěžká váha | supertěžká váha | supertěžká váha | supertěžká váha | supertěžká váha | supertěžká váha | supertěžká váha | supertěžká váha | supertěžká váha | supertěžká váha |
| ------------------ | --------------- | --------------- | --------------- | --------------- | --------------- | --------------- | --------------- | --------------- | --------------- | --------------- |
| Olympijské hry     |                 | 1.              |                 |                 |                 | 2.              |                 |                 |                 | úč.             |
| Mistrovství světa  | 1.              |                 | —               | 1.              | 2.              |                 | —               | 7.              | —               |                 |
| Mistrovství Evropy | 7.              | —               | —               | 3.              | 1.              | —               | —               | —               | 1.              | 2.              |